# 단언모
단언모(段彦謨, 882년 7월 17일)는 중국 당나라 말기에 활약했던 군벌로, 880년부터 882년까지 환관 주경매와 연합하여 형남(荊南, 본거지는 현 후베이성 징저우 시) 번진(藩鎭)을 지배하였으나, 후에 주경매와 사이가 틀어져 최후에는 주경매에게 살해되었다.

## 생애

### 출신 배경 및 초기 경력
단언모의 출신 배경에 관해서는 알려진 것이 없다. 그는 당나라의 정사인 《구당서》와 《신당서》 중 어느 한 정사에도 열전(列傳)이 없다. 알려져 있는 것은 그가 당 희종 연간 초에 태녕군(泰寧軍, 본거지는 현 산둥성 지닝 시) 도장(都將)으로 있었고, 대규모 변민군(變民軍) 수령 황소에 대한 작전에 참가했다는 것이다. 879년, 조정에서는 그를 강서초토사(江西招討使, 장강 서쪽 방면의 황소에 대한 작전의 지휘관)로 삼아 조전정(曹全晸)을 대신하게 하였다. (당시 조전정은 산남동도 절도사(山南東道節度使, 본거지는 현 후베이성 샹양 시) 유거용(劉巨容)과 함께 황소에게 막 타격을 가하여 대패시킨 후, 그를 추격하고 있었다.) 이는 조전정으로 하여금 추격을 정지시키도록 이끌었고, 이로 인해 황소 및 그 주장 상양은 장강을 건너 강동 방면으로 달아날 수 있었다.

### 형남 번진의 점거
이 무렵, 유거용은 황소를 격파한 후 산남동도 번진(藩鎭)으로 돌아가 있었고, 제도행영도통(諸道行營都統) 겸 형남절도사(荊南節度使)로 있던 전임 재상 왕탁은 조전정과 유거용이 황소를 격파하기에 앞서 이미 달아나고 없었다. 이 때문에, 형남 번진에는 그곳을 도맡아 지배할 절도사가 공석이 되어 있었다. 형남감군(監軍)으로 있던 환관 양복광은 충무군(忠武軍, 본거지는 현 허난성 쉬창 시) 도장 송호(宋浩)를 권지부사(權知府事)로 삼아 조정이 후임자를 임명할 수 있을 때까지 형남 번진을 맡겼다. 이때 단언모는 군대를 거느리고 성을 지키는 임무를 맡게 되었다. 후에 조정에서는 송호를 형남안무사(荊南安撫使)로 삼아, 그 일시적인 임명을 승인하였다. 단언모는 자신이 송호보다 지위가 높았기 때문에 그 휘하에 있는 것을 수치스럽게 생각하였고, 이로 인해 원한을 품게 되었다.
880년, 송호는 병사들이 형남 번진의 수도가 있는 강릉현(江陵縣, 현 후베이성 징저우 시 장링 현) 시가지에 있는 나무를 벌목하지 못하도록 하도록 명령하였다. 그런데, 단언모 부대 소속의 일부 사병들이 이 명령을 위반하였고, 송호는 그들의 등을 채찍으로 쳤다. 이 때문에 단언모와 송호 간의 대립은 마침내 극에 달하게 되었다. 이에 격분한 단언모는 이를 자신을 모욕한 것으로 여기고, 급기야 송호의 본진으로 쳐들어가서 송호와 그의 두 아들을 살해하기에 이르렀다. 양복광은 상주문을 올려, 송호가 몹시 잔혹하였고 그것이 병사들이 그를 살해한 까닭이라고 밝혔다. 《신당서》에 있는 양복광의 전기에 의하면, 양복광 역시 송호가 자신에게도 무례하였기 때문에 단언모의 이같은 행위를 선동하였다고 한다. 이때 당 희종은 조서를 내려 단언모를 낭주자사(朗州刺史, 현 후난성 창더 시)에 임명하였고, 이와 동시에 공부시랑(工部侍郞) 정소업(鄭紹業)을 신임 절도사에 임명하였다.
그러나 단언모는 낭주에 부임할 의사가 전혀 없음을 드러냈고, 단언모의 형남 지배를 두려워한 정소업은 반년 동안이나 형남에 부임하러 가지 않고 시간을 끌었다고 전해진다. 그 후, 이듬해인 881년경에 당나라 수도 장안을 함락시키고 희종이 성도로 달아났을 무렵, 희종은 정소업을 소환하고 단언모를 형남절도사에 임명하였다.

### 최후
단언모와 신임 감군인 환관 주경매는 곧 적대적인 관계로 발전하게 되었다. 주경매는 3천 명의 정예군을 모집하여 그들을 충용군(忠勇軍)이라 부르고 이를 자신의 지휘하에 두었다. 이에 격분한 단언모는 주경매를 살해하기로 결정했다. 그러나 882년 6월 28일, 주경매는 선수를 쳐서 단언모를 공격하여 그를 살해하였다. 주경매는 당초 강릉소윤(江陵少尹) 이수(李燧)를 유후(留後)에 임명하였다. 이때 희종은 다시 정소업을 형남절도사로 임명하였으나, 이번에도 정소업은 주경매를 두려워하여 형남에 부임하기를 주저하였으며, 마침내 주경매는 압아(押牙) 진유에게 지부사(知府事)의 직책을 위임하였다.

## 참고 자료
- 《자치통감》제253권・제254권・제255권

| 전임 왕탁 | 형남절도사 881년 ~ 882년 | 후임 진유 |